# Jill Kargman
Jill Kargman (New York, 1º luglio 1974) è una scrittrice, sceneggiatrice e attrice statunitense.

## Biografia
Kargman vive a New York nell’Upper East Side. Un tema comune nei suoi lavori è la critica alla vita delle facoltose donne della sua città.
Il suo libro Momzillas (Dutton, 2007), in cui l'autrice descrive le "momzillas" come madri "negligenti, dominanti, competitive, moralizzatrici, e tristi" è stato adattato in una serie televisiva della rete TV Bravo dal titolo Odd Mom Out, andata in onda per la prima volta l'8 giugno del 2015 e in cui ha recitato come protagonista la stessa Kargman.
La serie si basa sulla sua stessa esperienza e rappresenta gli stili di vita eccessivi delle ricche madri che vivono Upper East Side. Time magazine ha definito Odd mom out uno dei 10 migliori show televisivi del 2015, affermando: "è una delle più brillanti opere di antropologia via cavo- capace di rendere i fan della tv grati che possa esistere qualcosa di così specifico e al tempo stesso profondo nel mondo superficiale dell'offerta televisiva via cavo".

## Filmografia

### Attrice
- Odd Mom Out – serie TV (2015-2017)
- Bad Moms 2 - Mamme molto più cattive (A Bad Moms Christmas), regia di Scott Moore e Jon Lucas (2017)

### Sceneggiatrice
- Odd Mom Out – serie TV (2015-2017)

### Produttrice
- Odd Mom Out – serie TV (2015-2017)

## Doppiatrici italiane
Nelle versioni in italiano dei suoi lavori, Jill Kargman è stata doppiata da:
- Claudia Catani in Odd Mom Out